# (2009) Волошина
(2009) Волошина (лат. (2009) Voloshina) — типичный астероид главного пояса, который был открыт 22 октября 1968 года советским астрономом Тамарой Смирновой в обсерватории Крыма и назван в честь советской разведчицы Веры Волошиной.

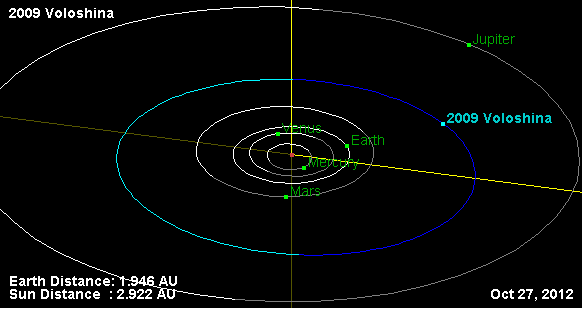
Орбита астероида Волошина и его положение в Солнечной системе